# Alberton (Montana)
Alberton – miasto w Stanach Zjednoczonych, w stanie Montana, w hrabstwie Mineral.